# Maciej Dudziak
Maciej J. Dudziak (ur. 1975 w Gorzowie Wielkopolskim) – antropolog kultury, kulturoznawca i eseista. Studiował na Uniwersytecie im. Adama Mickiewicza w Poznaniu oraz Uniwersytecie Humboldtów w Berlinie i Uniwersytecie w Jyväskylä. Alma Mater: Uniwersytet im. Adama Mickiewicza w Poznaniu, doktorat w 2003 r.
Pracował na Uniwersytecie im. Adama Mickiewicza w Poznaniu oraz w Zakładzie Badań Narodowościowych Instytutu Slawistyki Polskiej Akademii Nauk w Poznaniu-Warszawie. Związany z Akademią im. Jakuba z Paradyża w Gorzowie Wielkopolskim (adiunkt), w której m.in. kierował Zakładem Kulturoznawstwa oraz Centrum Badań Euroregionalnych pod patronatem Instytutu Slawistyki PAN w Warszawie. Od listopada 2021 Pełnomocnik Rektora AJP w Gorzowie Wielkopolskim ds. równego traktowania. 19 grudnia 2022 wybrany na Przewodniczącego Komisji Etnograficznej Wydziału II Historii i Nauk Społecznych Poznańskiego Towarzystwa Przyjaciół Nauk.
Specjalizuje się w problematyce tożsamości kulturowych w XX i XXI wieku, form wspólnotowych oraz kondycji kultury. Publikował m.in. w Sprawach Narodowościowych. Seria Nowa, Kontekstach. Polska Sztuka Ludowa, Journal of Applied Cultural Studies. Stypendysta Fundacji Uniwersytetu im. Adama Mickiewicza w Poznaniu, Ministerstwa Edukacji Narodowej oraz programów Tempus, Leonardo da Vinci, Grundvig oraz Stiftung Erinnerung, Verantwortung und Zukunft, Frankfurt O. – Berlin. 
W 2021 roku Maciej Dudziak, bazując na notatkach pozostawionych przez Alfreda Szklarskiego, wydał w Wydawnictwie MUZA SA 10. tom przygód z cyklu o Tomku Wilmowskim pt. „Tomek na Alasce”. 

## Ważniejsze publikacje książkowe
- Syberia. Poza życiem: relacje, przeżycia i pamiętniki witnickich sybiraków, Zarząd Miasta i Gminy Witnica 1999, ISBN 978-83-903082-10[4],
- Podróżować. Poszukiwać. Przekraczać, Instytut Etnologii i Antropologii Kulturowej UAM, Poznań 2001, red.),
- Pejzaże (po)granicza. Raport z badań, Gorzów 2007[5],
- Europa. Slavia. Germania. W poszukiwaniu tożsamości, Gorzów-Warszawa 2009, razem z W. J. Burszta i R. Piotrowski, ISBN 978-83-891918-5-4[6],
- Hermeneutyka pogranicza, Gorzów 2011, red.[7],
- Czytać Europę. Flaneur w ogrodach pogranicza, Gorzów 2014, ISBN 978-83-620480-90[8],
- Mesjasz. Rękopis zbrodni, Gorzów 2019, Pierwsza część trylogii (kolejne to Judasz. Odwrócona prawda oraz Kain i Abel. Koniec epoki)[9],
- Polifem. Szkice z antropologii (nie)oczywistości, Poznań 2020, razem z A. Pomieciński, ISBN 978-83-65988-44-7[10].
- Tożsamość i wspólnota w czasach (nie)pewności, Wydawnictwo AJP, Gorzów 2022, ISBN 978-83-66703-87-2[11].
- Tożsamość rozmyta, Wydawnictwo AJP, Gorzów 2022, ISBN 978-83-66703-92-6.